# Kyselina dichromová
Kyselina dichromová je jednou z mála kyselin kovů (k těm patří například ještě kyselina manganistá, kyselina osmičelá, kyselina rhenistá, kyselina zlatitá, kyselina zlatná a kyselina wolframová). Její soli se nazývají dichromany. Existují dvě kyseliny chromové: kyselina chromová, která má vzorec H2CrO4 a kyselina dichromová, jejíž vzorec je H2Cr2O7. Dichromany jsou oranžové a jsou stálé v kyselém prostředí. Dichroman draselný K2Cr2O7 se používá v analytické chemii. Dichroman amonný je termicky nestabilní a rozkládá se za vzniku oxidu chromitého:
(NH4)2Cr2O7 → N2 + Cr2O3 + 4H2O
Dichromany se připravují reakcí kyseliny dichromové a hydroxidu, např.:
H2Cr2O7 + 2KOH → K2Cr2O7 + 2H2O